# Björn Barmen
Björn Barmen, född 28 augusti 1922 i Norge, död 9 januari 2025 i Vikens distrikt i Skåne län, var en norsk-svensk väg- och vattenbyggnadsingenjör. Han är far till Bianca Maria Barmen.
Barmen, som var son till sjökapten Alfred Barmen och Bertha Remø, avlade studentexamen i Ålesund 1940, utexaminerades från Kungliga Tekniska högskolan 1949 och blev teknologie licentiat i Chicago 1958. Han blev ingenjör vid Väg- och vattenbyggnadsstyrelsen 1949, AB Skånska cementgjuteriet i Malmö 1950, Ragnar Benson Inc i Chicago 1956, T. Burrell Inc i Indianapolis 1957 och Heidenreich Consulting Engineer i New York 1958. Han blev konstruktionschef vid AB Skånska cementgjuteriet i Malmö 1959 samt lektor i byggnadsteknik, byggnadsstatik och hållfasthetslära vid tekniska gymnasiet i Helsingborg 1964. Han startade även en egen konsulterande ingenjörsbyrå 1964. 
Barmen hade byggnadstekniska uppdrag i Orienten och USA, var byggnadsteknisk konsult för L.M. Ericssons automatiska mätarfabrik i Karlskrona 1959–1961, Eurochemics upparbetninganläggning i Belgien 1961–1963, en helautomatisk cementfabrik i Slite 1963–1964 och Marvikens kärnkraftverk 1964. Han utförde hamnprojekt i bland annat Karlshamn, Limhamn, Trelleborg, Helsingborg och Oskarshamn, Frihamnsviadukten i Malmö 1964–1965 samt tekniska utredningar angående bland annat Öresundsförbindelsen och Ölandsbron.